# Denham Brown
Pour les articles homonymes, voir Brown.
Denham W. Brown (né le 6 janvier 1983, à Toronto, Ontario) est un joueur canadien de basket-ball, évoluant aux postes d'arrière et d'ailier.